# Kostel Nanebevzetí Panny Marie (Přeštice)
Kostel Nanebevzetí Panny Marie je barokní kostel, nacházející se ve městě Přeštice v Plzeňském kraji. Největší český mimopražský barokní kostel stojí na pahorku v historickém jádru města, v části zvané Pohořko, kde se před rokem 1245 nacházelo hradiště s kaplí, patřící Svatoboru z rodu Drslaviců. Kapli později nahradil gotický kostel, jehož kapacita však v první polovině 18. století přestávala dostačovat. Výstavba současného barokního chrámu probíhala v letech 1750–1775. Pro Řád svatého Benedikta z Kladrub, vlastnící Přeštice, jej navrhl Kilián Ignác Dientzenhofer, který také stavbu až do své smrti roku 1751 vedl. Na pozici stavbyvedoucího se poté vystřídali František Ignác Prée, Anselmo Lurago a Antonín Haffenecker. Od roku 1963 je areál kostela kulturní památkou, od roku 2008 je národní kulturní památkou České republiky.

## Exteriér

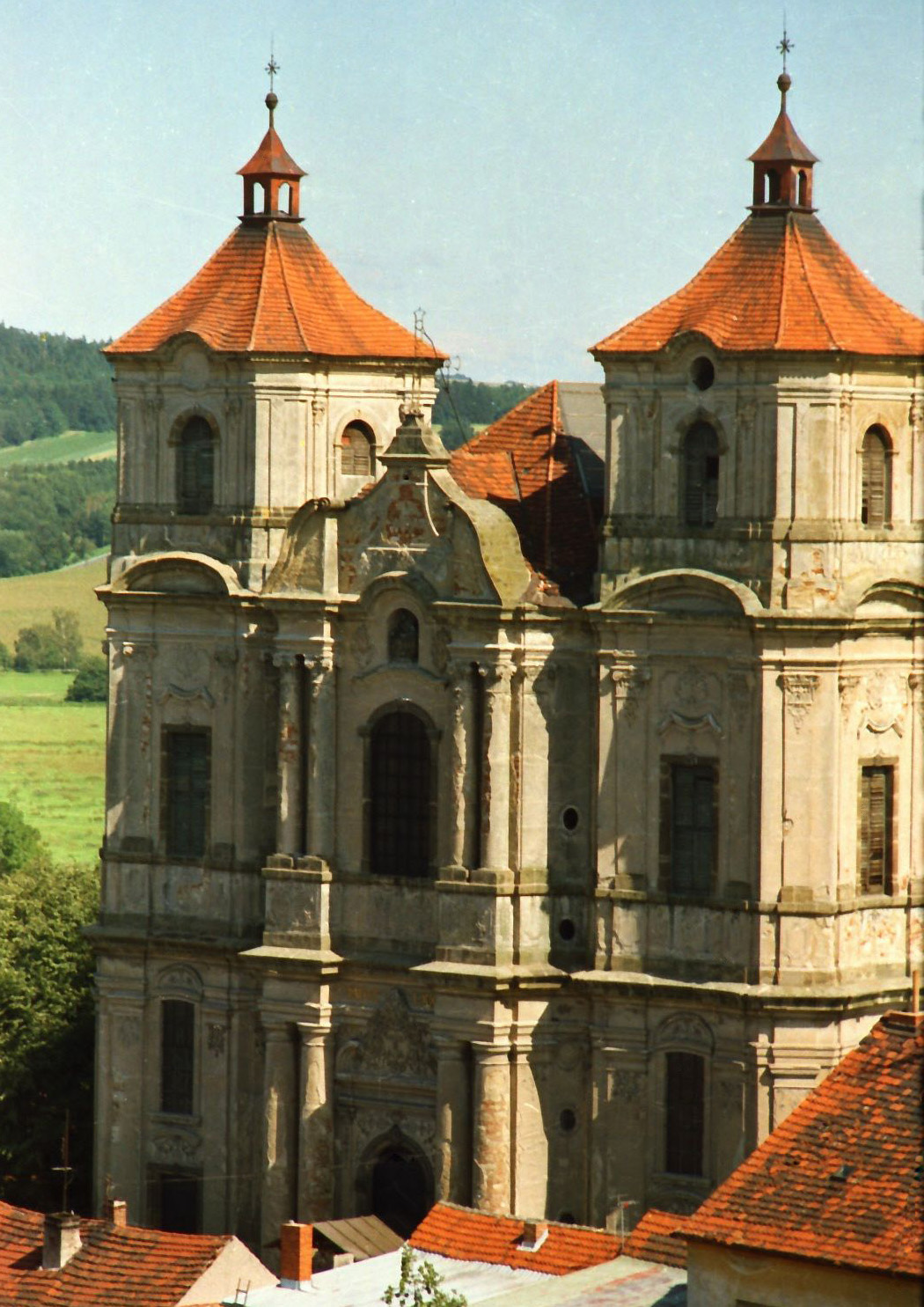
Kostel v Přešticích před opravou

Architektonické řešení kostela, jeho vnitřní umělecká výzdoba i jeho zasazení do krajiny z něj činí jednu z předních památek českého baroka. Stavba byla zprovozněna 17. září 1775, přestože nebyly dokončeny věže. Po zrušení kladrubského kláštera v roce 1785 k jejich dostavbě podle původních plánů nikdy nedošlo. Až v roce 1855 byly věže opatřeny provizorní střechou, nové báně byly vztyčeny v roce 1995. Závažným zásahem do stavby byl požár od blesku při letní bouřce v roce 1892, při němž shořela střecha. O pomoc při rekonstrukci byl požádán přeštický rodák, mecenáš Josef Hlávka. Na zásadnější opravy čekal chrám dlouhá desetiletí. Až v letech 1926–1928 se podařilo zesílit střechy chrámu a v roce 1932 byla započata oprava jeho exteriéru, interiéru i okolí. Za přispění místních rodin byla roku 1937 instalována nová vitrážová okna. Okna navrhl akademický malíř František Fišer z Prahy. V 90. letech 20. století se přistoupilo k rozsáhlé rekonstrukci vnějšího pláště chrámu.
Investorsky se na ní podílely církev, stát a město Přeštice. V letech 1993–1995 se připojila „Nadace pro dostavbu hlavních věží chrámu Nanebevzetí P. Marie“. Věže, navržené v pozdně barokním slohu, ji prodloužily o 18 m. Nad portálem nad oběma věžemi je kamenné sousoší Bolestné Matky Přeštické a železný pozlacený benediktinský kříž, složený ze začátečních písmen benediktinského hesla: Crux Sancta Sit Mihi Lux, Dominus Noster Sit Mihi Dux (Svatý kříž mi buď světlem, Pán mi buď průvodcem). Ve výklencích fasády přikloněné k městu jsou pískovcové sochy v nadživotní velikosti: nahoře sv. Patrik a sv. Bonifác, dole sv. Vojtěch a sv. Prokop. Délka chrámu je 55,55 m, šířka trojlodní svatyně je 28,60 m, výška věží byla zvýšena z původních 32 na 52 m k vrcholu kříže. V rámci rekonstrukce byla upravena i okolní zeleň a bylo instalováno noční nasvícení chrámu. Stavební dozor na této rekonstrukci vykonával přeštický rodák Josef Levora, stavitel a mistr zednický.

## Interiér

Pohled na hlavní oltář kostela N.P.M. v Přešticích

Také vnitřek chrámu byl postupně vymalován a nad tabernákulem byl umístěn obraz Bolestné Matky Přeštické, který je kopií obrazu z kostela sv. Michala na Starém Městě pražském. Obraz byl po dlouhém zkoumání arcibiskupskou konzistoří v Praze prohlášen 27. dubna 1711 za milostný a zázračný, načež se Přeštice staly poutním místem, které ročně navštívilo až sto tisíc poutníků. Výjev Nanebevzetí P. Marie, jemuž je chrám zasvěcen, nalezneme jak na hlavním oltáři (olejomalba malíře Josefa Joachyma Redlmayera z let 1773–1774), tak na fresce na klenbě presbyteria (Jan Preisler – 1898). Nad kazatelnou je dřevěná socha Krista kazatele. V kapli sv. Barbory je gotická dřevěná socha sv. Barbory z počátku 16. stol. připisovaná Mistru všerubské Madony. Varhany, zhotovené v letech 1838–1839, pochází z dílny mistra Františka Guta z Čisté u Rakovníka.
Zvony v přeštickém kostele mají pohnutou historii. Byly dvakrát zrekvírovány pro válečné účely. V současné době je na věži pět zvonů, z nichž nejstarší nese letopočet 1438. Všechny se nacházejí v severní věži. Umíráček, který je z roku 1943, je laděn v tónině D3. V sakristii je tzv. lavabo (umyvadlo). Je to mušlovitá nádoba s mosazným kohoutkem, který má podobu hadí hlavy osedlané mořskou pannou.

## Historie obrazu Bolestné Panny Marie Přeštické

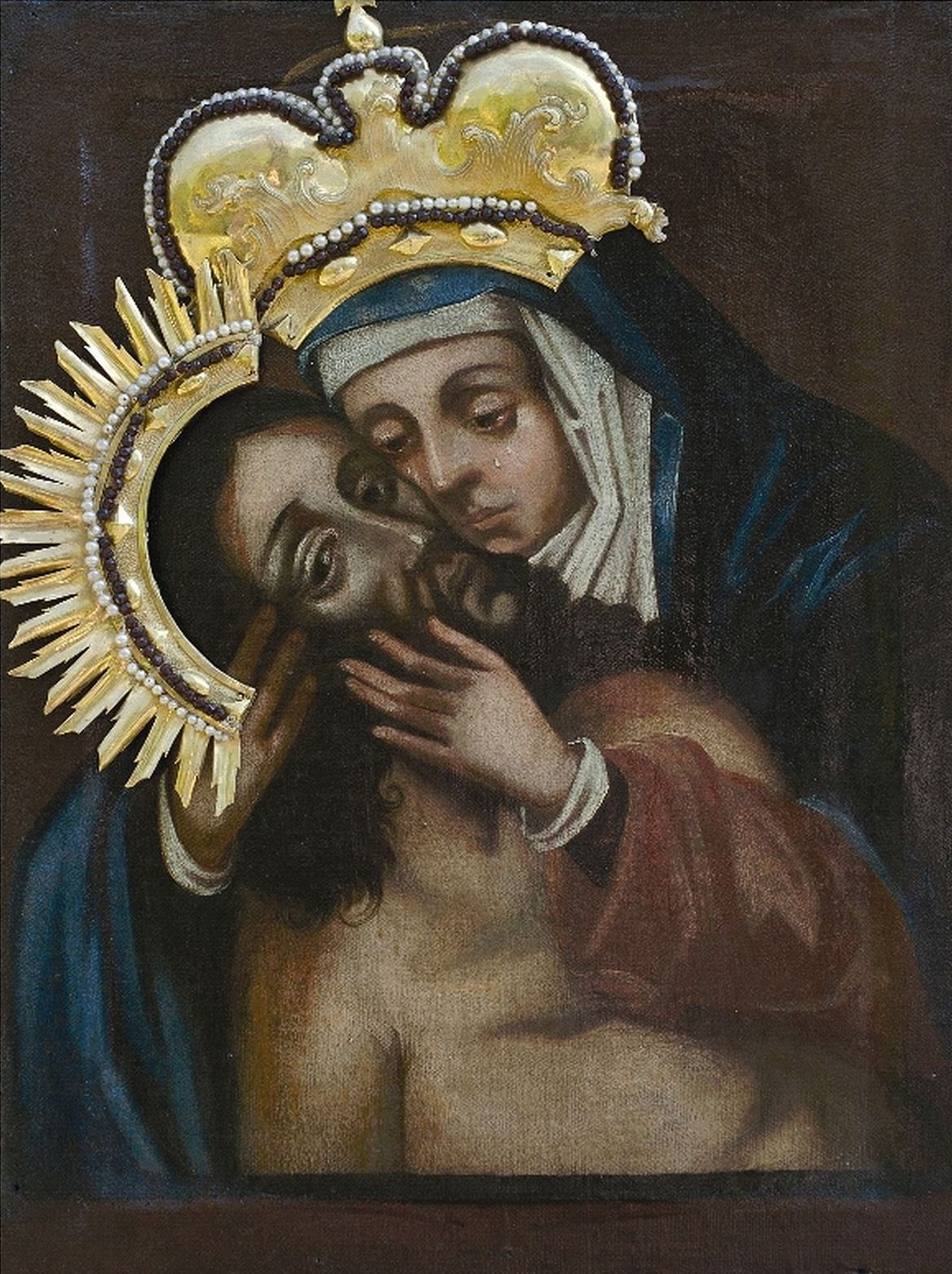
Milostný a zázračný obraz Panny Marie Přeštické

Příběh Panny Marie Přeštické začíná někdy koncem 17. století, kdy si přeštický měšťan Jakub Hoffmeister přinesl z Prahy domů tisk Bratrstva sedmi bolestí Panny Marie s černým škapulířem, na němž byl mj. otištěn i obraz Piety – Matky Boží držící v náručí mrtvé tělo svého syna. Tento obraz měla Hoffmeisterova manželka Alžběta v tak veliké úctě, že si nechala pořídit od dobřanského malíře Matěje Pazourka jeho kopii jako olejomalbu. V roce 1700 při cestě do Říma našla útočiště v domě u manželů Hoffmeisterových poutnice Ludmila Berrová. Při nočních modlitbách před zmíněným obrazem Bolestné Panny Marie zpozorovala na obraze množství krůpějí potu.
Nadpřirozené pocení, pláč, otvírání a zavírání očí a další proměny se opakovaly v roce 1710, v době, kdy se Přeštic jako jejich staronoví majitelé ujímali kladrubští benediktini. Když se kladrubský opat o událostech doslechl, vyjednal s tehdy již ovdovělou Alžbětou Hoffmeisterovou, že obraz 28. října 1710 darovala přeštickému kostelu, v jehož držení je dodnes. Obraz se zázračně projevoval i zde a benediktini proto iniciovali dvojí církevní vyšetřování těchto událostí. 27. dubna 1711 byl uznán milostným a zázračným.
K propagaci nového poutního místa byla vydána roku 1714 tištěná knížka, ze které je dnes znám jen zkrácený název Historie a skutečnost, že v ní byly otištěny zázraky, které do té doby Panna Marie Přeštická vykonala (existují i zprávy o chystaném pokračování této knihy). Ty byly v letech 1711–1776 zaznamenávány do speciální rukopisné Knihy zázraků, v níž se lze dopočítat celkem 324 zázračných uzdravení či pomoci v nouzi (podle dalších svědectví bylo však takových událostí mnohem více), jichž se dostalo členům všech vrstev společnosti od šlechticů po prosté poddané, z blízka i z míst, kde dosud o Přešticích ani neslyšeli.
Oltář s obrazem Panny Marie Přeštické byl ve starém kostele doslova zavalen votivními dary a tabulkami znázorňujícími či popisujícími konkrétní zázraky.
Panna Marie inspirovala také vznik několika literárních děl, jejichž autorem je zdejší dlouholetý duchovní správce (v letech 1717–1765) a první přeštický historik Mikuláš Sexstetter: jedna ze dvou jeho latinských kronik přeštického proboštství, které jsou základem známého Řičákova Dějepisu města Přeštic, je téměř cele věnována přeštickému zázraku, Sexstetter v ní navíc uvádí celou řadu svých latinských básní věnovaných Panně Marii Přeštické.
Existovalo množství svatých obrázků, maleb, medailek a dalších předmětů nesoucích různé varianty zpodobnění Přeštické Divotvůrkyně, která se v dobových mariánských atlasech i na kostelních freskách znázorňujících mariánská poutní místa (např. chrám Panny Marie Vítězné v Praze na Bílé Hoře) zařadila po bok milostných mariánských socha a obrazů Čech a Moravy.
Přeštická poutní sláva, završená dostavbou dnešního monumentálního chrámu, byla poprvé přerušena zákazem poutí, bratrstev a nakonec zrušením kladrubského kláštera i přeštického proboštství císařem Josefem II. roku 1785. V 19. století byla obnovena procesí s obrazem Přeštické Divotvůrkyně, vedená z kostela k domu čp. 112 na náměstí, kde měl u manželů Hoffmeisterových obraz své první útočiště. Tato tradice, zahájená prvním takovým procesím konaným 26. května 1711, trvala až do poloviny padesátých let minulého století, kdy zanikla definitivně.

## Prohlídky kostela

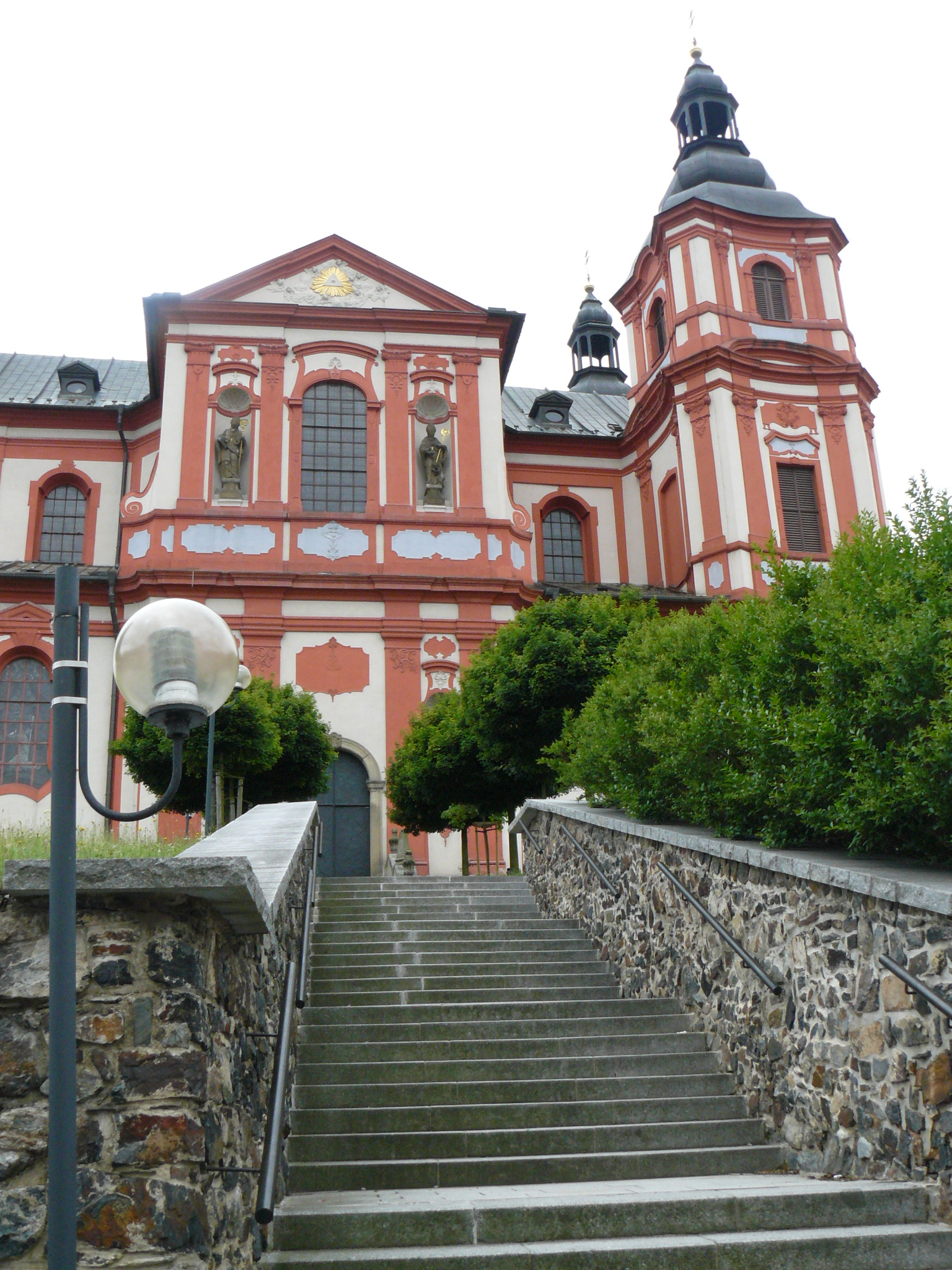
Pohled od severu

Prohlídky kostela zajišťuje během roku pro skupiny od pěti zájemců Dům historie Přešticka. Pro širokou veřejnost je kostel otevřen v tyto sváteční dny: Letnice, Cyril a Metoděj, Dny evropského dědictví, svatý Václav. V uvedené dny je kostel obvykle otevřen od 14 do 17 hod. Komentované prohlídky zajišťuje zdarma Spolek pro záchranu historických památek Přešticka.

## Rekonstrukce kostela v letech 2021–2023
V letech 2021–2023 proběhla rozsáhlá rekonstrukce kostela. Stavební úpravy přizpůsobily vnitřní prostory potřebám veřejnosti i duchovních, přičemž došlo k opravě obvodového pláště, restaurování výmalby a mobiliáře, instalaci nových elektrorozvodů, osvětlení a ozvučení. Vybudovány byly informačních panely pro návštěvníky. Současně došlo k opravě havarijního stavu schodiště u hlavní komunikace I/27. Plánované náklady na rekonstrukci kostela činily 81 milionů korun, přičemž k jejich úhradě přispěly evropské dotace, zdroje církve a města Přeštice. Dne 9. prosince 2023 byl kostel znovu slavnostně otevřen.